# Luxembourg School of Religion & Society
Die Luxembourg School of Religion & Society (LSRS) ist ein Bildungs- und Forschungsinstitut im Großherzogtum Luxemburg, das sich auf die Beziehungen zwischen Religion und Gesellschaft als einen komplexen und transformativen Prozess des Dialogs und der gegenseitigen Bereicherung konzentriert.

## Ziele
Die LSRS setzt sich für eine Begegnung und Kommunikation zwischen unterschiedlichen Religionsgemeinschaften, Weltanschauungen, Spiritualitäten sowie der Gesellschaft als Ganzes ein. Um dieses Ziel zu erreichen, bietet sie kritische und konstruktive Reflexionen sowie praktische Orientierungen an. Mithilfe ihres interdisziplinären Ansatzes will die LSRS ein Akteur des Zusammenhaltes der Gesellschaften auf nationaler  sowie auf europäischer Ebene sein. Gestützt auf christliche Traditionen setzt sich die LSRS für Vielfalt ein und will Dialog, Innovation und Respekt vorantreiben.

## Geschichte
Die LSRS wurde 2015 im Anschluss an die Reorganisation des gesamten Bildungs- und Forschungsbereichs in der Erzdiözese Luxemburg gegründet. Sie befindet sich in Trägerschaft der katholischen Kirche. Am 1. Juli 2018 hat die LSRS ein Abkommen mit dem luxemburgischen Ministerium für Hochschulwesen und Forschung (MESR) unterschrieben, welches u. a. die finanzielle Beteiligung des Staates regelt. Die Forschenden und Lehrenden der LSRS arbeiten regelmäßig mit ihren Kollegen der Universität Luxemburg zusammen.
Auch auf internationaler Ebene baute die LSRS  ihre Beziehungen aus. So hat sie  Abkommen mit der Theologischen Fakultät Trier (2017), dem Institut universitaire d’Études juives Elie Wiesel in Paris (2018), dem Exzellenz-Fachbereich für Philosophie und Erziehungswissenschaften der Universität Turin (2019) sowie der Exzellenz-Universität Tübingen (2019) unterzeichnet.

## Tätigkeit
Die Tätigkeiten der LSRS lassen sich auf zwei Gebiete aufteilen: Forschung und Bildung. Die Forschungsarbeit des Instituts ist interdisziplinär verankert. Zurzeit arbeiten katholische sowie protestantische Theologen, Philosophen, Literaturwissenschaftler und Religionssoziologen an  Projekten, die sich  mit Themen wie der Gesundheitsethik, (religiöser) Mode, der Morphologie des Denkens, der kognitiven Literaturwissenschaft oder auch dem religiösen Wandel in der Gesellschaft Luxemburgs auseinandersetzen.
Ihre qualitativen Bildungsangebote sind in erster Linie im akademischen Bereich angesiedelt. Die Kurse, die auch für die Öffentlichkeit zugänglich sind, werden von Professoren und Mitarbeitern der LSRS oder von Gastprofessoren geleitet. Wie der Forschungs- so schreibt sich auch der Bildungszweig der LSRS in ihre dialogale Grundstruktur ein. Die Themen reichen vom Islam in Europa, über protestantische und katholische Theologie bis hin zur Religionsgeschichte. Daneben bietet die LSRS regelmäßig Konferenzen und Tagungen zu Themen, die sich teils an die breite Öffentlichkeit und teils an ein akademisches Publikum richten.

## Team
Das akademische Team der LSRS zeichnet sich durch seine Diversität aus. Seine Mitglieder sind unterschiedlicher nationaler (D, F, B, I, CA, RO, NL, L) sowie konfessioneller Herkunft und gehören diversen Disziplinen (Theologie, Religionswissenschaft, Philosophie, Literaturwissenschaft, Geschichte, Soziologie) an.
Die LSRS lädt regelmäßig Gastprofessoren zu sich ein. Im Sommersemester 2020 war Mouez Khalfaoui, Professor für Islamisches Recht am Zentrum für Islamische Theologie der Universität Tübingen, zu Gast. In diesem Rahmen hielt er zwei öffentliche Kurse an der LSRS. In einem bot er eine Einführung in das muslimische Denken (Introduction à la pensée musulmane: théologie, droit, culture, et société) und in einem zweiten behandelte er das Thema Islam und Muslime in Europa (L’islam et les musulmans en Europe).

## Bibliothek
Die Bibliothek des Priesterseminars und die Bibliothek des jüdischen Konsistoriums bilden zusammen das Dokumentationszentrum der LSRS. Ihre gesamte Sammlung umfasst etwa 150.000 Bände aus den Bereichen Theologie, Philosophie, Geschichte, Belletristik ,  700 Titel ausländischer Zeitschriften und  1.000 Titel luxemburgischer Zeitschriften. Die Bibliothek ist für jeden zugänglich.